# S. Scott Bullock
Stuart Scott Bullock (* 7. Mai 1956 in Santa Monica) ist ein US-amerikanischer Synchronsprecher.

## Werke
- 1991: Rendezvous im Jenseits (Defending Your Life)
- 1995: Hubi, der Pinguin
- 2006: Scooby-Doo auf heißer Spur